# Rain Man
Rain Man es una película dramática estadounidense del género road movie de 1988, dirigida por Barry Levinson y protagonizada por Dustin Hoffman y Tom Cruise en los papeles principales, siendo producida por MGM. Fue estrenada ese año en el Festival Internacional de Cine de Berlín ganando allí el Oso Dorado, el premio máximo del festival.

## Argumento
Charles Babbitt (Tom Cruise) es un joven ambicioso que se gana la vida vendiendo automóviles de lujo y que enfrenta problemas financieros debido a los retrasos en las entregas de los vehículos, con la resultante molestia de sus adinerados clientes. Cuando Charles recibe la noticia de que su padre ha muerto, acude al funeral con la esperanza de salir de sus problemas económicos gracias a la herencia que podría recibir. Sin embargo, en la lectura del testamento Charlie se entera de que su padre solo le ha dejado un Buick Roadmaster descapotable de 1949 y el cuidado de sus rosales. El abogado del difunto revela a Charlie que el resto de la cuantiosa herencia (tres millones de dólares) será donada a una institución psiquiátrica en Cincinnati, Ohio. Deseoso de comprender la extraña decisión de su padre, Charlie descubre que se trata de la "Clínica Walbrok" y visita a dicha institución donde conoce al Dr. Bruner (Gerald R. Molen), el médico en jefe de la clínica psiquiátrica beneficiaria de la herencia. 
Durante su visita a la clínica, Charlie descubre que tiene un hermano mayor con síndrome del sabio llamado Raymond Babbitt (Dustin Hoffman). Raymond ha vivido durante gran parte de su vida adulta en la institución apegado a rutinas muy concretas y bajo el preciso cuidado del Dr. Bruner. Cuando Charlie descubre la existencia de su hermano, lo 'secuestra', y exige al Dr. Bruner la mitad de la herencia a cambio de devolver a Raymond a la clínica, considerando que si su hermano no tiene más familiares que el propio Charlie, a él le corresponde asumir la tutela legal de Raymond y a través de ello acceder a la herencia paterna.
Ambos hermanos se dirigen a Los Ángeles, ciudad donde vive Charlie, pero hacen el viaje desde Cincinatti en carretera porque Raymond teme a los aviones y enumera a su hermano una sorprendente lista de accidentes aéreos. Ante ello, Charlie se ve obligado a pasar tiempo con su hermano viajando en el antiguo Buick descapotable de su padre, pero a medida que pasan más tiempo juntos, Charlie comienza a entender a Raymond y a apreciar sus habilidades especiales, como su memoria fotográfica, y su facilidad para realizar complejos cálculos numéricos. Llegando a Las Vegas, Charlie persuade a Raymond para acudir juntos al casino Caesars Palace donde Charlie gana 86,000 dólares gracias a la habilidad de Raymond para contar cartas en el blackjack. 
Durante el viaje, Charlie comienza a apreciar que su hermano mayor no es una carga, sino una persona con sentimientos y emociones, también se entera de que Raymond sufre neurodiversidad desde su nacimiento y sí habían vivido juntos: Charlie descubre que el "amigo imaginario" de su temprana niñez era en verdad Raymond (a quien Charlie llamaba Ray Man). Además descubre que Raymond salvó a Charlie de sufrir quemaduras graves en un accidente doméstico pero el padre de ambos creyó que se trataba de una grave negligencia de Raymond y lo envió a una clínica psiquiátrica, lo cual no pudo impedir Raymond debido a su extrema dificultad para expresarse. 
Conforme su relación se profundiza, Charlie desarrolla una preocupación genuina por el bienestar de su hermano mayor, pero lo contacta el Dr. Brener ofreciéndole 250,000 dólares de la herencia para que devuelva a Raymond. Charlie se opone a tal pedido, rechaza el dinero, e inicia un proceso judicial a la Clínica para convertirse en tutor legal de Raymond y llevarlo a vivir con él, pero en la audiencia judicial la corte llama a un psiquiatra que demuestra cómo Raymond no puede expresar sus deseos de modo coherente. Vencido por la evidencia, Charlie acepta que Raymond vuelva a la Clínica, diciéndole antes hallarse feliz de tenerlo como hermano; finalmente Raymond parte con el Dr. Brener pero Charlie se despide ofreciéndole ir a visitarlo en dos semanas.

## Reparto
| Actor              | Personaje           | Doblaje - Los Ángeles / México   | Doblaje - España      |
| ------------------ | ------------------- | -------------------------------- | --------------------- |
| Dustin Hoffman     | Raymond Babbitt     | Jesus Brock Carlos Becerril      | Ricardo Solans        |
| Tom Cruise         | Charlie Babbitt     | Javier Pontón Arturo Mercado Jr. | Jordi Brau            |
| Valeria Golino     | Susanna             | Fabiola Stevenson Laura Ayala    | Rosa María Hernández  |
| Gerald R. Molen    | Dr. Bruner          | Roberto Alexander Gonzalo Curiel | Dionisio Macías       |
| Jack Murdock       | John Mooney         | Guillermo Romano                 | -                     |
| Michael D. Roberts | Vern                | Arturo Mercado                   | Miguel Ángel Jenner   |
| Ralph Seymour      | Lenny               | Demián Bichir                    | Juan Fernández (Bcn.) |
| Lucinda Jenney     | Iris                | Marcela Bordes Gaby Willert      | Concha García Valero  |
| Bonnie Hunt        | Sally Dibbs         | Amparo Brown Laura Torres        | Teresa Manresa        |
| Kim Robillard      | Doctor del pueblo   | Victor Mares Jorge Santos        | Miguel Rey            |
| Beth Grant         | Madre en Farm House | Guadalupe Romero Andrea Coto     | Marta Martorell       |

## Comentarios
El papel de Raymond Babbitt, interpretado por Dustin Hoffman, está inspirado en el prodigioso Kim Peek.
La película influyó de manera sobresaliente en cómo se entiende culturalmente el autismo y hasta ahora permanece como el único éxito de taquilla cuyo personaje principal tiene esta condición.
La forma en la que la película retrata a las personas neurodivergentes ha causado controversia en los últimos años pues si bien el filme podía aumentar la empatía del público hacia las personas con autismo, en la vida real muy pocos autistas desarrollan el síndrome del sabio o despliegan altísimas dotes para el cálculo numérico. Por esta razón, Madeline Utter, graduada de la UCLA, reescribió el artículo sobre la película en la Wikipedia en inglés añadiendo la información científica más reciente.

## Premios
Premios en Estados Unidos
- Premio Óscar 1988: al mejor actor principal (Dustin Hoffman)
- Premio Óscar 1988: al mejor director
- Premio Óscar 1988: a la mejor película (Mark Johnson)
- Premio Óscar 1988: al mejor guion original
- Premio Globo de Oro 1988: a la mejor película – Drama
- Premio Globo de Oro 1988: a la mejor actuación en cine (Dustin Hoffman)
- Premio del Sindicato de Directores (DGA) 1988: a la mejor dirección
- Premio Eddie 1988: al mejor montaje
- Premio BMI 1988: la mejor música (Hans Zimmer)
- Premio del Círculo de Críticos Cinematográficos de Kansas City (KCFCC) 1988: al mejor actor (Dustin Hoffman)
- Premio KCFCC 1988: al mejor director
- Premio KCFCC 1988: a la mejor película
- Premio KCFCC 1988: al mejor actor secundario (Tom Cruise)
- Premio People's Choice 1988: a la película dramática favorita

Premios internacionales
- Premio Oso de Oro 1989: Barry Levinson
- Premio David di Donatello 1989: al mejor actor extranjero (Dustin Hoffman)
- Premio David di Donatello 1989: a la mejor película extranjera (Barry Levinson)
- Premio de los lectores de Kinema Jumpo 1990: a la mejor película extranjera (Barry Levinson)
- Premio de los lectores de Mainichi Film Concours 1990: a la mejor película extranjera (Barry Levinson)
- Premio Nikkan Sports Films 1989: a la mejor película
- Premio Golden Screen (Alemania) 1989: a la distribuidora United International Pictures
- Premio Golden Screen con 1 estrella (Alemania) 1991: a la distribuidora United International Pictures